# Žurge
Žurge so naselje v Občini Osilnica.